# Hipocamp (mitologia)

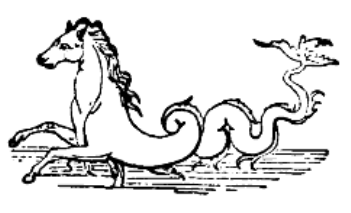
Hipocamp d'un dibuix de Pompeia.

L'hipocamp (del grec: ἵπποκαμπος: ippokampos, literalment "cavall monstruós"; de ἵππος, "cavall" i κάμπος, "monstre") és una criatura mitològica compartida pels fenicis i els grecs. Encara que el seu origen és purament grec, esdevingué part de la mitologia etrusca. Es representa habitualment com un cavall amb el darrere en forma de peix enrotllat, amb escates.
Homer descriu Posidó, que era un déu dels cavalls (Poseidon Hippios) i també de la mar, dibuixat amb els peus de bronze de cavalls sobre la superfície del mar, i Apol·loni de Rodes, arcaic de veres, en l'Argonautica, descriu el cavall de Posidó emergint del mar i galopant per les arenes de Líbia. En la imatgeria hel·lenística i romana, Posidó (o el romà Neptú) sovint condueixen un carruatge de mar tirat per hipocamps. D'aquesta manera, els hipocamps juguen amb aquest déu en ambdues descripcions antigues i moltes altres de modernes, com a les aigües de la Fontana de Trevi del segle xviii, de Roma, contemplats per Neptú des del seu nínxol.

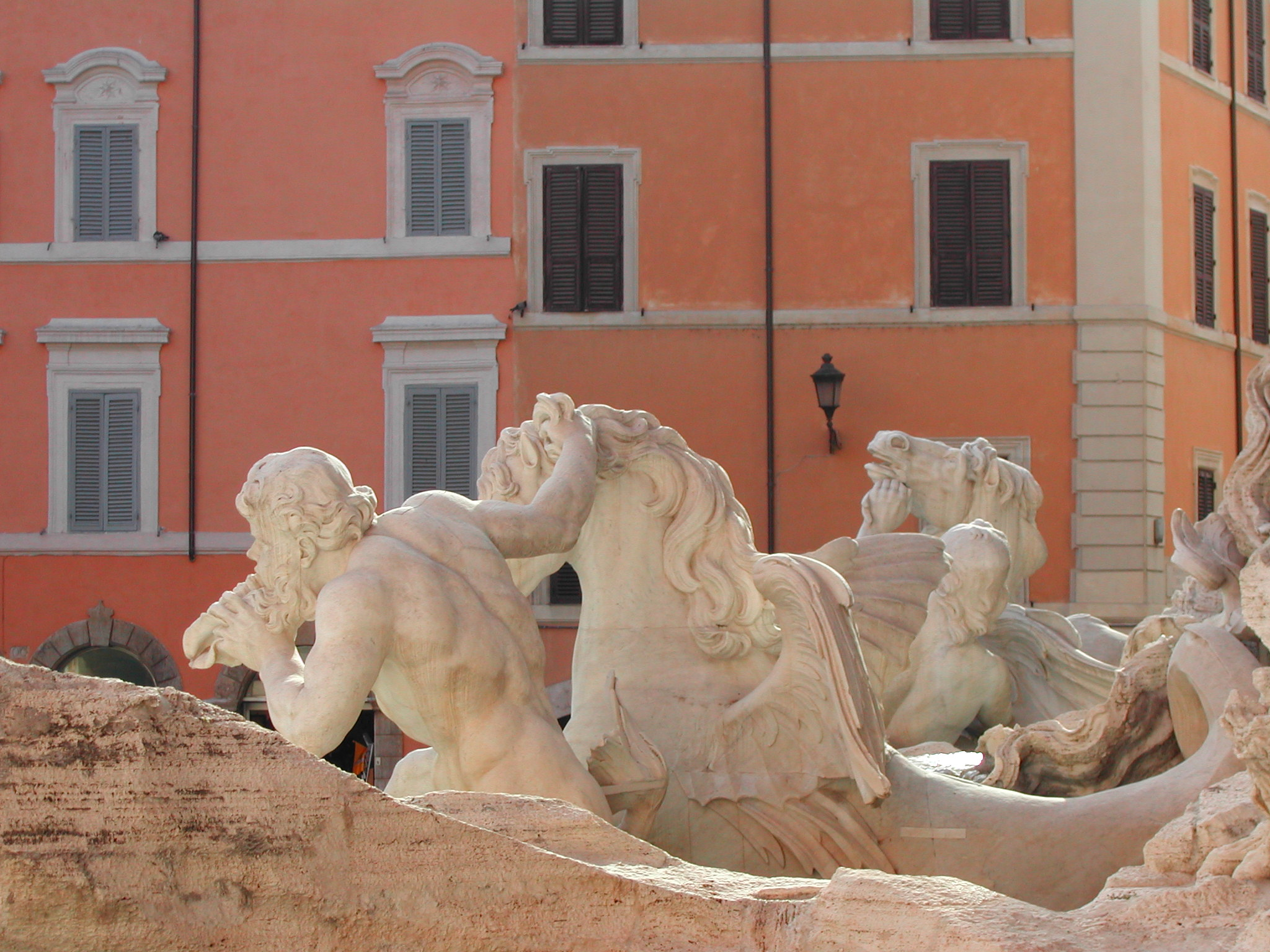
La Fontana de Trevi, a Roma.

L'aparició dels hipocamps, tant de les aigües dolces com de l'aigua de mar, va contra la intuïció d'una audiència moderna, encara que no d'una antiga. La descripció grega del cicle hidrològic no tenia en compte la condensació de l'aigua atmosfèrica en forma de pluja per reomplir els mantells freàtics, car imaginaven que la renovació de les aigües de la mar es devia a vastes cavernes i aqüífers, que fluïen reomplits i dolços en forma de fonts.
D'aquesta manera, era natural que un temple d'Hèlice en el pla costaner d'Acaia dedicàs a Poseidon Helikonios (el Posidó d'Helike), la font de l'Helicó Boeci (segons Estrabó). Quan un terratrèmol, de sobte, submergí la ciutat, el Posidó de bronze del temple acompanyat per hipocamps acabà sent un obstacle —segons Eratòstenes— per a les xarxes dels pescadors.
De la mateixa manera, l'hipocamp fou considerat una decoració apropiada per als mosaics de les termes, establiment de banys, generalment públic, dotat de gimnàs i altres serveis, com l'Aquae Sulis a Britannia, en l'actual Sommerset (vegeu la il·lustració).

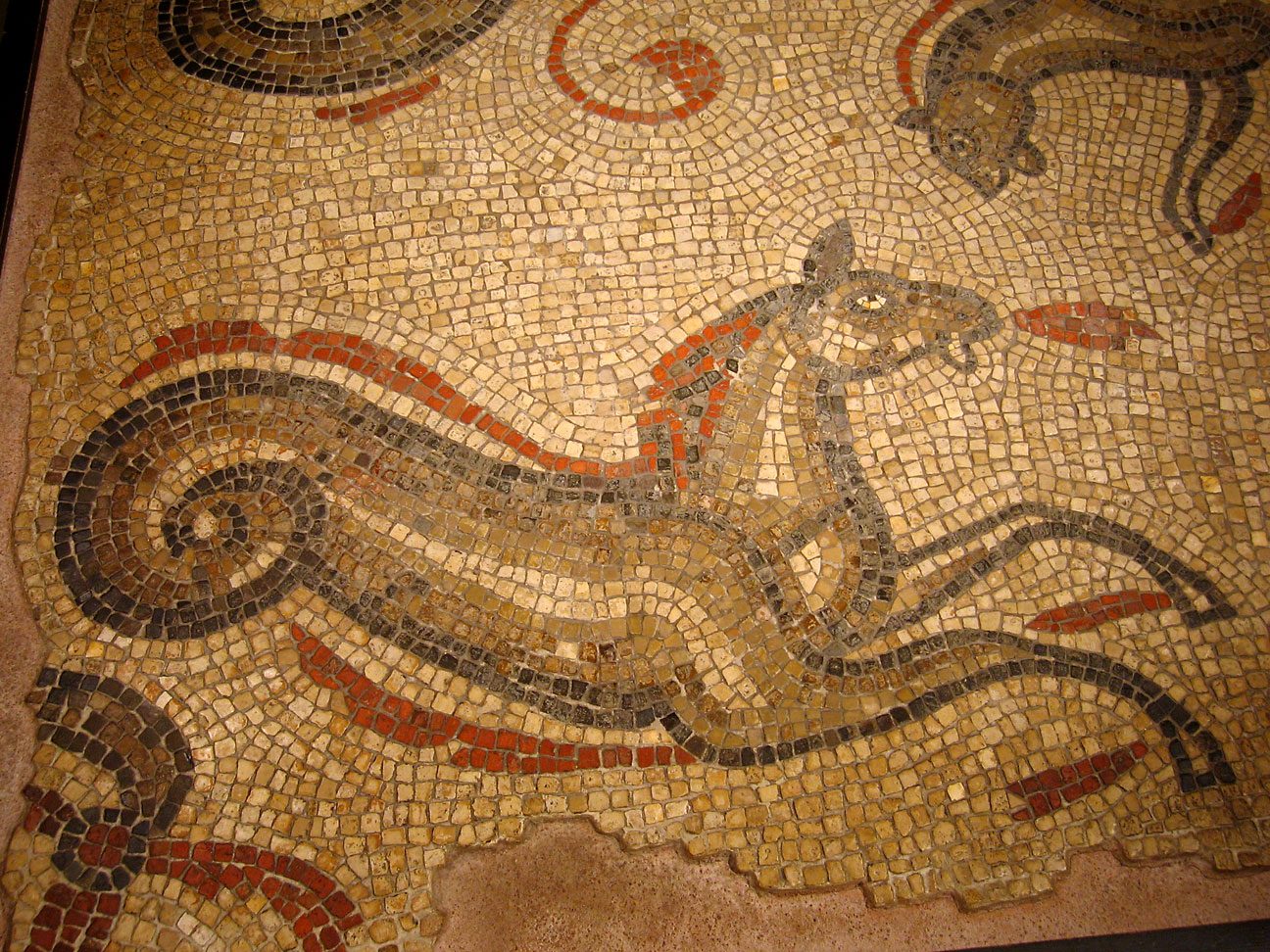
Un hipocamp en un mosaic romà de les termes d'Aquae Sulis (banys).

Els cavalls de Posidó, continguts en una elaborada escultura de bronze daurat i d'ivori, afegits per un client romà al temple de Posidó a Corint, és com si fossin hipocamps; el grec romanitzat Pausànies en descriu el ric conjunt al final de segle ii dC (Descripció de Grècia, II, I, 7-8): 
"Dins el santuari del déu, hi ha a un costat retrats estatuaris dels atletes que havien obtingut victòries en els jocs Ístmics; a l'altra banda, una sèrie de pins sembrats en filera, el major nombre d'aquests arbres que creixen en línia recta, en el temple, que no és molt gran, hi ha tritons de bronze. A l'atri del temple, hi ha imatges, dues de Posidó, una tercera d'Amfitritre, i un Mar, que també és de bronze. Les ofrenes que hi ha dedins van ser dedicades els nostres dies per Herodes l'Atenenc: quatre cavalls, daurats excepte en les potes, que son d'ivori, i dos tritons d'or al costat dels cavalls, amb les parts de sota de la cintura d'ivori. Sobre el carro, hi estan drets Amfítrite i Posidó, i allà està el nin Palaemon muntat sobre un dofí. Aquests també estan fets d'ivori i or. Enmig de la base en què s'ha obrat el carro, un Mar aguanta dalt la jove Afrodita, i a cada costat les nimfes anomenades Nereides.
L'hipocamp apareix amb la primera fase orientalitzant de la civilització etrusca: fou un tema de les parets pintades de les tombes etrusques i dels relleus, a vegades amb ales, com a la Fontana de Trevi. Katharine Shepard trobà en aquest tema una creença etrusca en un viatge per mar a l'altre món.
Llevat dels aigikampoi, els bocs amb coa de peix que representen Capricorn o Egeu ("l'home cabra"), els altres animals amb coa de peix rarament apareixen en l'art grec, però són més característics de l'etrusc, incloent-hi els leokampoi (lleons amb coa de peix), els taurokampoi (bous amb coa de peix) o els pardalokampoi (lleopards amb coa de peix).
El mític hipocamp ha estat usat com a càrrega heràldica, particularment des del Renaixement, més sovint en els escuts d'armes de les persones i dels indrets associats a la mar.